# No Mercy 2005
No Mercy (2005) was een professioneel worstel-pay-per-view (PPV) evenement dat georganiseerd werd door de WWE voor hun SmackDown! brand. Het was de 8e editie van No Mercy en vond plaats op 9 oktober 2005 in het Toyota Center in Houston, Texas.

## Matches
| Nr. | Match | Winnaar(s)                          | Opmerkingen                                                                                  | Bron  |
| --- | --- | ----------------------------------- | -------------------------------------------------------------------------------------------- | ----- |
| 1H  | Paul Burchill & William Regal vs. Brian Kendrick & Paul London                                            | Paul Burchill & William Regal       | Tag team match. Match werd uitgezonden voorafgaand aan de pay-per-view op Sunday Night Heat. | [ 2 ] |
| 2   | Christy Hemme en The Legion of Doom (Animal & Heidenreich) vs. MNM (Joey Mercury, Johnny Nitro en Melina) | Christy Hemme en The Legion of Doom | Tag team match.                                                                              | [ 2 ] |
| 3   | Bobby Lashley vs. Simon Dean                                                                              | Bobby Lashley                       | Eén-op-één match.                                                                            | [ 2 ] |
| 4   | Chris Benoit (c) vs. Booker T (met Sharmell) vs. Christian vs. Orlando Jordan                             | Chris Benoit                        | Fatal 4-Way match voor het WWE U.S. Championship. Benoit won door submission.                | [ 2 ] |
| 5   | Mr. Kennedy vs. Hardcore Holly                                                                            | Mr. Kennedy                         | Eén-op-één match.                                                                            | [ 2 ] |
| 6   | John "Bradshaw" Layfield (met Jillian Hall) vs. Rey Mysterio                                              | John "Bradshaw" Layfield            | Eén-op-één match.                                                                            | [ 2 ] |
| 7   | Randy Orton & Bob Orton vs. The Undertaker                                                                | Randy Orton & Bob Orton             | Handicap Casket match.                                                                       | [ 2 ] |
| 8   | Juventud (met Psicosis & Super Crazy) vs. Nunzio (c) (met Vito)                                           | Juventud (nc)                       | Eén-op-één match voor het WWE Cruiserweight Championship.                                    | [ 2 ] |
| 9   | Batista (c) vs. Eddie Guerrero                                                                            | Batista                             | Eén-op-één match voor het World Heavyweight Championship.                                    | [ 2 ] |